# Maclas
Maclas este o comună în departamentul Loire din sud-estul Franței. În 2009 avea o populație de 1.652 de locuitori.

## Evoluția populației
| An        | 1975  | 1982  | 1990  | 1999  | 2006  | 2009  |
| --------- | ----- | ----- | ----- | ----- | ----- | ----- |
| Populație | 1.120 | 1.137 | 1.289 | 1.306 | 1.575 | 1.652 |